# Phryno
Phryno – rodzaj muchówek z rodziny rączycowatych (Tachinidae).

## Wybrane gatunki
- P. jilinensis (Sun, 1993)[1]
- P. tibialis (Sun, 1993)[1]
- P. vetula (Meigen, 1824)[1][2]
- P. yichengica Chao & Liu, 1998[1]